# Fujitsu VP
Le macchine VP furono la prima linea di supercomputer vettoriali prodotti da Fujitsu. La prima versione venne messa in commercio nel 1983 e venne rimpiazzata nel 1990 dalla linea VP2000. La linea venne sviluppata con l'utilizzo di fondi governativi, gli stessi fondi finanziarono i sistemi NEC SX-2 e Hitachi S-820. I fondi servivano a sviluppare una nuova linea di supercomputer Nipponici per strappare l'egemonia nel settore del supercalcolo ad aziende statunitensi come Cray Research o Convex Computer. La fine della guerra fredda ridusse notevolmente il mercato dei supercomputer e la maggior parte delle società Nipponiche ritennero più produttivo investire i fondi in altre ricerche.
Fujitsu sviluppo dei prototipi di coprocessori vettoriali chiamati F230-75 che vennero installati all'interno dei mainframe utilizzati dalla Japanese Atomic Energy Commission e dal National Aerospace Lab nel 1977. I processori erano simili come progetto a quelli integrati nel Cray-1 ma non gestivano il "vector chaining" e quindi risultavano abbastanza lenti. Tuttavia le macchine erano abbastanza economiche e venivano viste come fonte di orgoglio nazionale e quindi iniziò la loro commercializzazione con un progetto che includeva anche dei processori scalari in modo da creare un progetto completo.
Il risultato venne presentato nel 1983 con il nome di VP-100 e VP-200. Le macchine erano differenziate per una diversa frequenza di clock. In seguito vennero messe in commercio delle unità di fascia bassa chiamate VP-30 e VP-50. Nel 1986 venne presentata una versione con due pipeline chiamata VP-400. L'anno successivo l'intera serie venne aggiornata con una nuova unità vettoriale che gestiva la possibilità di sommare e moltiplicare due dati per ciclo di clock. La serie aggiornata aggiunse una E al nome e quindi la serie passo da VP-30E fino a VP-400E.
Un problema del progetto era la limitata banda verso la memoria, i processori avevano una sola unità di caricamento dati. Il top della gamma, il sistema VP-400E aveva una banda di 4.57 GB/s di picco e forniva una potenza di calcolo di picco di solo 0.5 GLOPS con i numeri in virgola mobile a 64 bit. I progetti statunitensi avevano già focalizzato il problema e per esempio il Cray-2 aveva una banda passante per ogni processore di 2 GB/s e il sistema gestiva fino a 4 processori.
La serie VP vendette principalmente in Giappone e circa 80 unità vennero vendute prima della presentazione della serie VP2000.